# Dorstenia mariae
Dorstenia mariae là một loài thực vật có hoa trong họ Moraceae. Loài này được Carauta, J.M.Albuq. & R.M.Castro mô tả khoa học đầu tiên năm 2002.